# Сорокин, Юрий Валентинович
Юрий Валентинович Сорокин (род. 27 апреля 1946, Хабаровск, РСФСР, СССР — 22 января 2008; Москва, Россия) — советский и российский актёр кино, озвучивания и дубляжа, кинорежиссёр. Наиболее известен по роли взрослого Ивана Георгиевича Трофимова в фильме «Офицеры».

## Биография
Родился 27 апреля 1946 года в Хабаровске в семье матери, которая являлась врачом и работала в городской больнице, и отца, который был начальником планового отдела службы снабжения Дальневосточной железной дороги.
В 1963 году окончил среднюю школу, после чего отправился в Москву. Там поступил на актёрский факультет ВГИКа. В 1967 году вышел из стен учебного вуза. После окончания института попал в актёрский штат киностудии М. Горького.
Скончался 22 января 2008 года. Похоронен на Здеховском кладбище города Щёлково Московской области.

## Фильмография

### Актёрские работы
- 1957 — На переломе — Яшка
- 1967 — Зося — связист с перевязанной головой
- 1967 — Крепкий орешек — оберштурмфюрер СС
- 1969 — Король-олень — Дзанни
- 1970 — За рекой — граница — Фёдор, друг главного героя Аты
- 1971 — Девушка из камеры № 25 — Борис Хохлов (в титрах указан как И. Сорокин)
- 1971 — Офицеры — взрослый Иван Георгиевич Трофимов, капитан-десантник
- 1972 — А зори здесь тихие — Игорь, сын Осяниных, усыновлённый после войны Васковым
- 1972 — Красно солнышко — раненый (в титрах не указан)
- 1972 — Стоянка поезда — две минуты — активист
- 1973 — Юнга Северного флота — матрос
- 1974 — Совесть — старшина милиции, приехал за браконьерами (четвёртая серия)
- 1975 — Вариант «Омега» — полковой разведчик, спасший раненого Скорина при переходе линии фронта (эпизод, первая серия)
- 1975 — Честное волшебное — друг Марины с арбузом
- 1976 — Быть братом — парторг цеха
- 1976 — Встретимся у фонтана — Олег Потапов, главный механик совхоза
- 1978 — Мальчишки — эпизод
- 1978 — Оазис в огне — Сухоруков
- 1978 — Стеклянные бусы — радист
- 1979 — Сыщик — капитан милиции
- 1980 — Жизнь моя — армия — майор-посредник
- 1981 — Против течения — Буланов
- 1982 — Владивосток, год 1918 — Богоуш
- 1982 — Никто не заменит тебя — трубач
- 1982 — Однолюбы — эпизод
- 1983 — Без особого риска — участковый Семёнов
- 1983 — Шёл четвёртый год войны — эпизод
- 1984 — Дорога к себе — водолаз
- 1984 — Продлись, продлись, очарованье… — начальник Анны Константиновны Шарыгиной
- 1984 — Хроника одного лета — Илья Захарович Кудрявцев, председатель колхоза «Борец»
- 1985 — Господин гимназист — священник
- 1985 — Осторожно — Василёк! — директор профессионального училища
- 1986 — Путь к себе (вторая серия) — эпизод
- 1987 — Девушки из «Согдианы» — капитан
- 1987 — Кувырок через голову — режиссёр театра
- 1989 — Из жизни Фёдора Кузькина — эпизод

### Телеспектакли
- 1973 — Транзит на север (фильм-спектакль) — Стрелков

### Озвучивание
- 1982 — Кто расскажет небылицу? (мультипликационный) — глашатай

### Дубляж
- 1969 — Срок — 7 дней / Sieben Tage Frist — Mangold (роль Арно Юргинга; в титрах: Arno Jürging-Verly)
- 1984 — Нужна солистка

### Режиссёрские работы
- 1991 — Иван Фёдоров (Откровение Иоанна Первопечатника)
- 1995 — Под знаком Скорпиона
- 2003 — 2004 — Иллюстрированная история Российского государства (документальный)

### Участие в фильмах
- 2003 — Георгий Милляр. Вся нечистая сила (документальн+[ый)
- 2006 — Георгий Милляр. Вся нечистая сила (документальный)

### Архивные кадры
- 2006 — Страна волшебника Роу (документальный)

## Оценочные мнения
- Киновед Алексей Тремасов поведал о том, что Юрий Валентинович Сорокин любил дом, дачу и увлекался живописью, а в последние три года жизни занимался актёрским мастерством с детьми в церковной школе при одном из московских храмов[1].
- Юрий Сорокин увлекался историей России, а в свои молодые годы старался расширить свои творческие возможности, занимался дубляжом, пытался создавать свои проекты, пишет Тремасов[1].
- Тремасов рассказал о том, что мужчина играл, в основном, людей в погонах и социальных героев, которые получались у него, по мнению киноведа, наиболее достоверными. Тому способствовали мужественная внешность актёра, статность, армейская выправка[1].